# Jonas Brothers

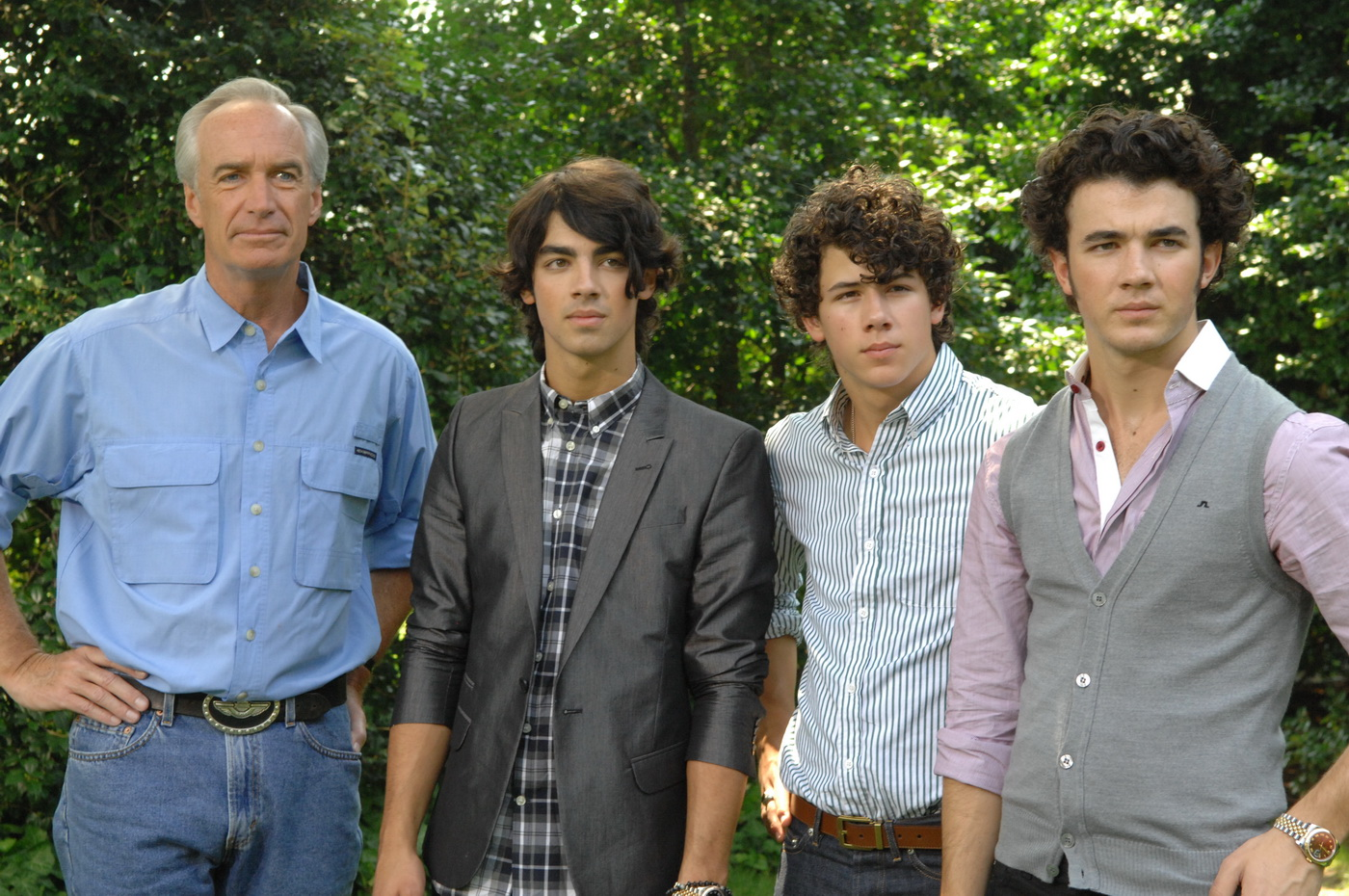
Jonas Brothers 2008, tillsammans med dåvarande inrikesminister Dirk Kempthorne

Jonas Brothers är ett amerikanskt pop-pojkband från Wyckoff, New Jersey, USA.

## Historik
Jonas Brothers började som ett soloprojekt av den yngste medlemmen Nick Jonas. Skivbolaget fick snart reda på att även Nicks båda bröder Kevin och Joe också skrev och spelade musik, och föreslog att de tre skulle bilda ett band.
Innan de kom på namnet "Jonas Brothers" funderade de på " The Sons of Jonas", "The Jonas Trio" och även "The Joe Bros". Bandet gav ut fyra studioalbum: It's About Time, Jonas Brothers, A Little Bit Longer och Lines, Vines and Trying Times. De har även släppt ett album till serien J.O.N.A.S L.A. (2010)
Jonas Brothers fick flera hitlåtar. Deras första singel var "Mandy", en låt som killarna hade skrivit till deras bästa vän med samma namn. Genombrottet kom med en cover på den brittiska gruppen Busteds hitlåt "Year 3000", som spelades mycket på Radio Disney.
Kevin, Joe och Nick har en 17-årig bror som heter Frankie, även känd som "The Bonus Jonas" och "Frank the Tank". Frankie har även ett eget band kallat Hollywood Hook-Up.
Den 20 juni 2008 premiärvisades filmen Camp Rock i vilken de tre bröderna medverkar. Filmen hade närmare 8,9 miljoner tittare på premiärdagen. Filmen hade premiär i Skandinavien den 3 oktober 2008.
Jonas Brothers var på Europaturné som förband till Avril Lavigne under våren och början av sommaren 2008. Den 28 juni 2008 spelade de på Annexet i Stockholm och höll under samma dag en skivsignering i skivbutiken Bengans.
Även om de tre bröderna startade projektet "The Jonas Brothers" i Wyckoff, New Jersey, USA, är alla tre bröderna födda i olika delstater. Då pappan jobbade som minister och tvingades flytta ofta resulterade det i att Joe föddes i Arizona, USA, Kevin föddes i New Jersey, USA, och Nick föddes i Texas, USA.
Den 28 oktober 2009 bekräftades det att Nick hade ett sidoprojekt på gång tillsammans med John Fields, Michael Bland, Tommy Barbarella och Sonny Thompson, där de bildat bandet Nick Jonas and the Administration. Nick, Joe och Kevin försäkrade att det inte var slutet för Jonas Brothers, utan att det bara var ett sidoprojekt. Den 1 februari 2010 släpptes Nick Jonas and The Administrations debutalbum Who I Am i Sverige.
Efter månader av spekulationer så avslöjades det den 19 maj 2010 att även mellanbrodern Joe planerade att släppa ett sidoprojekt. Joe säger: "Ja det finns inget att dölja.....Vi väntar bara på rätt tidpunkt. Det är en massa Jonas-grejer på gång i år, så när det finns en plats för albumet så släpper vi den".
I slutet av oktober 2013 berättade bandmedlemmarna via sin hemsida att de hade bestämt sig för att splittra bandet och fortsätta på individuella karriärer.
2019 återförenades gruppen och släppte låten "Sucker" som gick direkt in på en första plats på Billboard Hot 100. Senare släpptes deras album Happiness Begins som toppade Billboard 200.

## Diskografi
Detta avsnitt är en sammanfattning av Jonas Brothers diskografi
- 2006 – It's About Time
- 2007 – Jonas Brothers
- 2008 – A Little Bit Longer
- 2009 – Lines, Vines and Trying Times
- 2019 – Happiness Begins
- 2023 - The Album

## Soundtracks
- 2008 – Camp Rock
- 2009 – Jonas Brothers: The 3D Concert Experience
- 2010 – Jonas L.A.
- 2010 – Camp Rock 2: The Final Jam

## Filmografi
| Film              | Film                                      | Film       | Film       | Film        | Film          | Film                                                                  |
| År                | Titel                                     | Joes roll  | Nicks roll | Kevins roll | Frankies roll | Övrigt                                                                |
| ----------------- | ----------------------------------------- | ---------- | ---------- | ----------- | ------------- | --------------------------------------------------------------------- |
| 2008              | Best of Both Worlds Concert               | Sig själv  | Sig själv  | Sig själv   | Sig själv     | 3D Concert film                                                       |
| 2008              | Camp Rock                                 | Shane Gray | Nate       | Jason       | Är ej med     | Disney Channel Original Movie                                         |
| 2009              | Jonas Brothers: The 3D Concert Experience | Sig själv  | Sig själv  | Sig själv   | Sig själv     | 3D Concert film                                                       |
| 2009              | Band in a Bus                             | Sig själv  | Sig själv  | Sig själv   | Sig själv     |                                                                       |
| 2010              | Camp Rock 2: The Final Jam                | Shane Gray | Nate       | Jason       | Fred          | Disney Channel Original Movie                                         |
| 2011              | A Joe Jonas Valentine                     | Sig Själv  | Är ej med  | Är ej med   | Är ej med     | Kortfilm                                                              |
| Television        |                                           |            |            |             |               |                                                                       |
| År                | Titel                                     | Joes roll  | Nicks roll | Kevins roll | Frankies roll | Övrigt                                                                |
| 2008              | Jonas Brothers: Living the Dream          | Sig själv  | Sig själv  | Sig själv   | Sig själv     |                                                                       |
| 2009-2010         | Jonas L.A.                                | Joe Lucas  | Nick Lucas | Kevin Lucas | Frankie Lucas | Sänds på Disney Channel                                               |
| Gästframträdanden |                                           |            |            |             |               |                                                                       |
| År                | Titel                                     | Joes roll  | Nicks roll | Kevins roll | Frankies roll | Övrigt                                                                |
| 2007              | Hannah Montana                            | Sig själv  | Sig själv  | Sig själv   | Är ej med     | "Me and Mr. Jonas and Mr. Jonas and Mr. Jonas" (Säsong 2, avsnitt 16) |
| 2008              | Disney Channel Games 2008                 | Sig själv  | Sig själv  | Sig själv   | Är ej med     | Tredje året                                                           |
| 2008              | Studio DC: Almost Live                    | Sig själv  | Sig själv  | Sig själv   | Är ej med     | Första showen                                                         |
| 2008              | Extreme Home Makeover                     | Sig själv  | Sig själv  | Sig själv   | Är ej med     | "The Akers Family" (Säsong 6, avsnitt 2)                              |
| 2009              | Saturday Night Live                       | Sig själv  | Sig själv  | Sig själv   | Sig själv     | 14 februari 2009, 1 avsnitt                                           |

## Priser
Teen Choice Awards 2009:
- Choice Red Carpet Fashion Icon Male[s]
- Choice TV Actor Comedy
- Choice TV Breakout Show: JONAS
- Choice Music Album Group: Lines, Vines and Trying Times
- Choice Summer Song: Before The Storm (med Miley Cyrus)

MuchMusic Video Awards 2009
- UR Fave: International Video - Group: Burnin' Up

Nickelodeon Kids Choice Awards 2009
- Favourite Music Group

NRJ Music Awards 2009
- International Revelation of the Year

American Music Awards 2008:
- Breakthrough Artist

Billboard Touring Award 2008:
- Concert Marketing and Promotion

Teen Choice Awards 2008: 
- Choice Music Single: When You Look Me In The Eyes
- Choice Music Love Song: When You Look Me In The Eyes
- Choice Summer Song: Burnin' Up
- Choice Breakout Group
- Choice Male[s] Red Carpet Style
- Choice Hottie

Nickelodeon Kids Choice Award 2008: 
- Favorite Music Group

What Perez Sez on VH1: 
- Hottest Teen Sensation of 2007